# Derek Klazen
Derek James Klazen (* 31. Mai 1965 in Walvis Bay, Südwestafrika) ist ein namibischer Politiker der SWAPO. Er war seit dem 21. April 2021 im Kabinett Geingob II Fischereiminister und hatte seit Februar 2024 bis zum 21. März 2025 das Amt im Kabinett Mbumba inne. 
Zuvor war Klazen seit 2015 Vizeminister im Ministerium für städtische und ländliche Entwicklung. Seit dem gleichen Jahr ist er Abgeordneter in der Nationalversammlung.
Von 2006 bis 2008 sowie von 2010 bis 2012 war er Bürgermeister von Walvis Bay.
Klazen besuchte in den 1970er und 1980er Jahren eine Schule in seiner Heimatstadt. Er hält diverse tertiäre Abschlüsse in Bildungswissenschaften.